# Regionalwahl in Molise 2011
Die Regionalwahl in Molise 2011 fand am 16. und 17. Oktober statt; der Regionalrat und der Präsident der Region Molise wurden gleichzeitig gewählt.

## Wahlergebnis
| Kandidaten                                           | Kandidaten                  | Stimmen | %    | Listen                                    | Stimmen | %    | Mandate |
| ---------------------------------------------------- | --------------------------- | ------- | ---- | ----------------------------------------- | ------- | ---- | ------- |
|                                                      | Angelo Michele Ioriogewählt | 89.142  | 46,9 | Il Popolo della Libertà                   | 33.911  | 18,9 | 5       |
| Progetto Molise                                      | Angelo Michele Ioriogewählt | 89.142  | 46,9 | 17.117                                    | 9,5     | 2    |         |
| Unione di Centro                                     | Angelo Michele Ioriogewählt | 89.142  | 46,9 | 12.193                                    | 6,8     | 2    |         |
| Alleanza di Centro                                   | Angelo Michele Ioriogewählt | 89.142  | 46,9 | 12.113                                    | 6,7     | 2    |         |
| Grande Sud                                           | Angelo Michele Ioriogewählt | 89.142  | 46,9 | 11.755                                    | 6,5     | 2    |         |
| Molise Civile                                        | Angelo Michele Ioriogewählt | 89.142  | 46,9 | 7.940                                     | 4,4     | 1    |         |
| UDEUR – Popolari per il Sud                          | Angelo Michele Ioriogewählt | 89.142  | 46,9 | 6.332                                     | 3,5     | 1    |         |
| Mandate der Listengruppe                             | Angelo Michele Ioriogewählt | 89.142  | 46,9 | –                                         | –       | 3    |         |
| ↳ Gesamt                                             | Angelo Michele Ioriogewählt | 89.142  | 46,9 | 101.361                                   | 56,4    | 18   |         |
|                                                      | Paolo Di Laura Frattura     | 87.637  | 46,2 | Partito Democratico                       | 17.735  | 9,9  | 3       |
| Italia dei Valori                                    | Paolo Di Laura Frattura     | 87.637  | 46,2 | 15.907                                    | 8,8     | 3    |         |
| Alternativ@ - Alleanza per Paolo Frattura Presidente | Paolo Di Laura Frattura     | 87.637  | 46,2 | 11.354                                    | 6,3     | 1    |         |
| Partito Socialista Italiano                          | Paolo Di Laura Frattura     | 87.637  | 46,2 | 8.246                                     | 4,6     | 1    |         |
| Partecipazione Democratica – Costruire Democrazia    | Paolo Di Laura Frattura     | 87.637  | 46,2 | 7.623                                     | 4,2     | 1    |         |
| Sinistra Ecologia Libertà                            | Paolo Di Laura Frattura     | 87.637  | 46,2 | 6.961                                     | 3,9     | 1    |         |
| Federazione della Sinistra                           | Paolo Di Laura Frattura     | 87.637  | 46,2 | 4.977                                     | 2,8     | 1    |         |
| Nicht gewählte Direktkandidat                        | Paolo Di Laura Frattura     | 87.637  | 46,2 | –                                         | –       | 1    |         |
| ↳ Gesamt                                             | Paolo Di Laura Frattura     | 87.637  | 46,2 | 72.803                                    | 40,5    | 12   |         |
|                                                      | Antonio Federico            | 10.650  | 5,6  | Movimento 5 Stelle                        | 4.083   | 2,3  | –       |
|                                                      | Giovancarmine Mancini       | 2.458   | 1,3  | La Destra – Polo Laico (Nuovo PSI – PSDI) | 1.556   | 0,9  | –       |
| Gesamt                                               | Gesamt                      | 189.887 | 100  |                                           | 179.803 | 100  | 30      |